# Droga krajowa nr 74 (Polska)

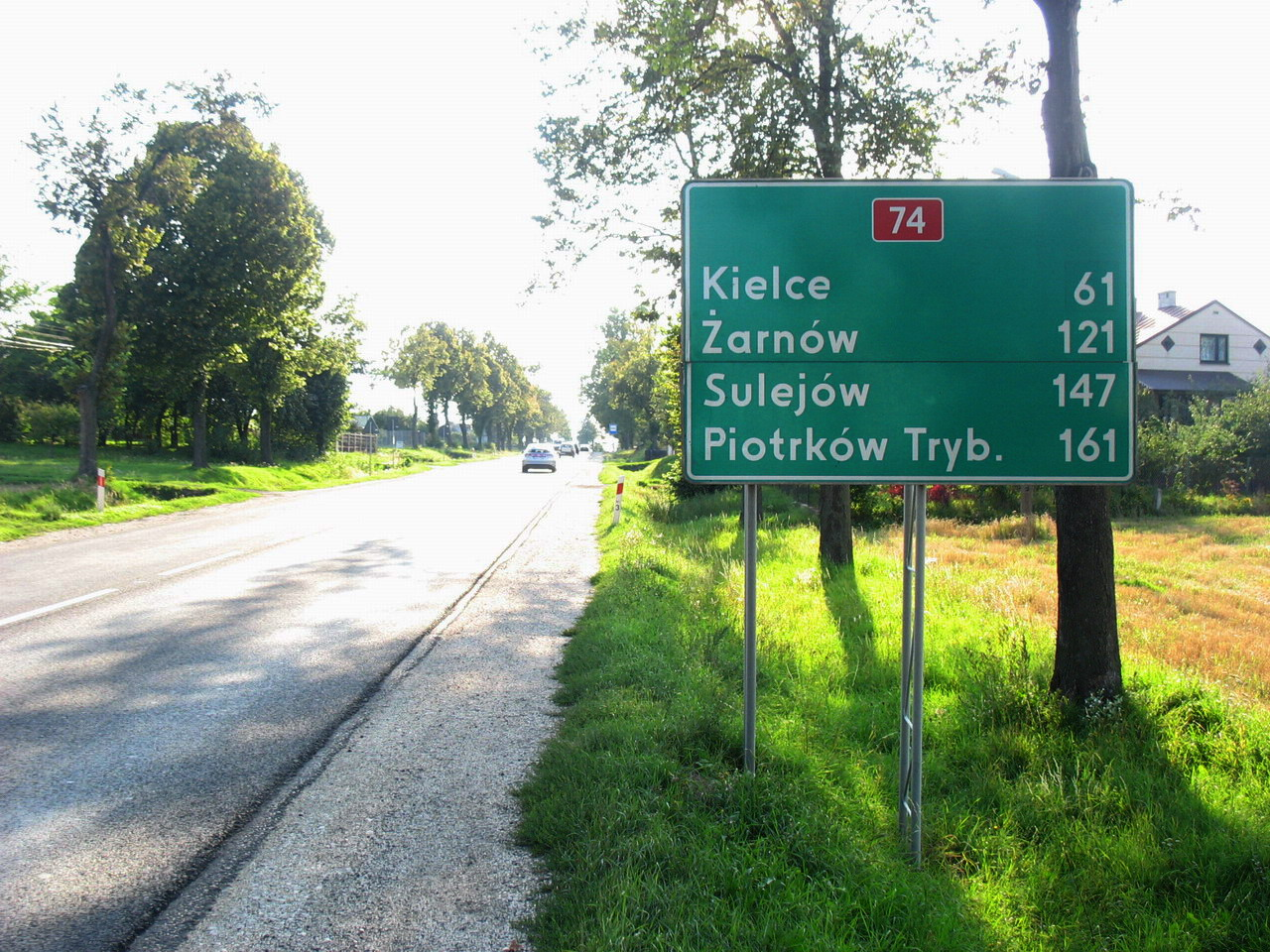
Wylot z Opatowa w kierunku Kielc

Droga krajowa nr 74 – szlak drogowy klasy S i GP łączący węzeł Wieluń na drodze ekspresowej S8 i Kielce z Zamościem i przejściem granicznym z Ukrainą w Zosinie. Biegnie z zachodu na wschód, na większości odcinków posiada jedną jezdnię. Jej długość wynosi ok. 514 km. W okolicy miejscowości Miedziana Góra fragment drogi krajowej nr 74 jest wykorzystywany jako odcinek Toru Kielce.

## Dopuszczalny nacisk na oś
Od 13 marca 2021 roku na drodze dozwolony jest ruch pojazdów o nacisku pojedynczej osi napędowej do 11,5 tony.

### Do 13 marca 2021 r.
W poprzednich latach droga krajowa nr 74 była objęta ograniczeniami dopuszczalnego nacisku pojedynczej osi:
| Znak  | Dopuszczalny nacisk | Lata obowiązywania | Odcinek |
| ----- | ------------------- | ------------------ | --- |
| [ a ] | do 10 ton           | 2003–2010          | - Sulejów – Żarnów – Ruda Maleniecka – Kielce – Łagów – Opatów – Ożarów – Annopol – Kraśnik – Janów Lubelski - Szczebrzeszyn – Zamość – Hrubieszów – Zosin – granica państwa |
| [ a ] | do 10 ton           | 2010–2015          | - Sulejów 12 – Żarnów – Ruda Maleniecka – Kielce – Łagów – Opatów – Ożarów – Annopol – Kraśnik – Janów Lubelski 19 - Szczebrzeszyn 858 – Zamość – Hrubieszów – Zosin – granica państwa |
| [ a ] | do 10 ton           | 2015–2017          | - 8 (węzeł „Wieluń”) – Wieluń – Bełchatów – Piotrków Trybunalski (1, węzeł „Piotrków Trybunalski Południe”) - Piotrków Trybunalski (8, węzeł „Piotrków Trybunalski Wschód”) – Piotrków Trybunalski (91, ul. Śląska) - Sulejów 12 – Żarnów – Ruda Maleniecka – Kielce (początek drogi ekspresowej) - Cedzyna (koniec drogi ekspresowej) – Łagów – Opatów – Ożarów – Annopol – Kraśnik (ul. Ostrowiecka) - Kraśnik 19 – Janów Lubelski 19 - Szczebrzeszyn 858 – Zamość (17, ul. Lubelska) - Zamość (17, ul. Jana Pawła II) – Hrubieszów – Zosin – granica państwa |
| [ a ] | do 10 ton           | 2017–2021          | - 8 (węzeł „Wieluń”) – Wieluń – Bełchatów – Piotrków Trybunalski (1, węzeł „Piotrków Trybunalski Południe”) - Opatów 9 – Ożarów – Annopol – Kraśnik (ul. Ostrowiecka) - Szczebrzeszyn 858 – Zamość (17, ul. Lubelska) - Zamość (17, ul. Jana Pawła II) – Hrubieszów (844, początek obwodnicy) - Hrubieszów (ul. Wyzwolenia, koniec obwodnicy) – Zosin – granica państwa |
| [ a ] | do 8 ton            | 2003–2012          | Janów Lubelski – Szczebrzeszyn |
| [ a ] | do 8 ton            | 2012–2015          | Janów Lubelski 19 – Frampol – Gorajec – Szczebrzeszyn 858 |
| [ a ] | do 8 ton            | 2015–2017          | - Piotrków Trybunalski (91, ul. Śląska) – Sulejów 12 - Janów Lubelski 19 – Frampol (ul. Janowska) - Frampol (ul. Zamojska) – Gorajec – Szczebrzeszyn 858 |
| [ a ] | do 8 ton            | 2017–2021          | - Janów Lubelski 19 – Frampol (ul. Janowska) - Frampol (ul. Zamojska) – Gorajec – Szczebrzeszyn 858 |

## Ważniejsze miejscowości położone przy trasie 74
- Walichnowy (S8)
- Wieluń (DK43, DK45) – obwodnica
- Osjaków
- Szczerców – obwodnica
- Bełchatów – obwodnica
- Piotrków Trybunalski (A1, S8, DK12, DK91) – trzy obwodnice: A1/DK74, S8/DK74 oraz S8/DK12/DK74/DK91
- Sulejów (DK12)
- Żarnów
- Ruda Maleniecka (DK42)
- Kielce (S7, DK73) – częściowo obwodnica S74
- Cedzyna – częściowo obwodnica S74
- Łagów
- Opatów (DK9) – obwodnica S74 w budowie
- Wyszmontów (DK79)
- Annopol
- Kraśnik (S19) – obwodnica
- Janów Lubelski (S19) – obwodnica planowana w ramach rządowego Programu Budowy  100 Obwodnic
- Frampol – obwodnica
- Szczebrzeszyn – obwodnica planowana w ramach rządowego Programu Budowy  100 Obwodnic
- Zamość (DK17) – Obwodnica Zachodnia oraz Obwodnica Hetmańska. W planach jest budowa  nowej Zachodniej Obwodnicy Zamościa w ramach rządowego Programu Budowy  100 Obwodnic
- Hrubieszów – obwodnica
- Zosin – granica z Ukrainą

## Historia

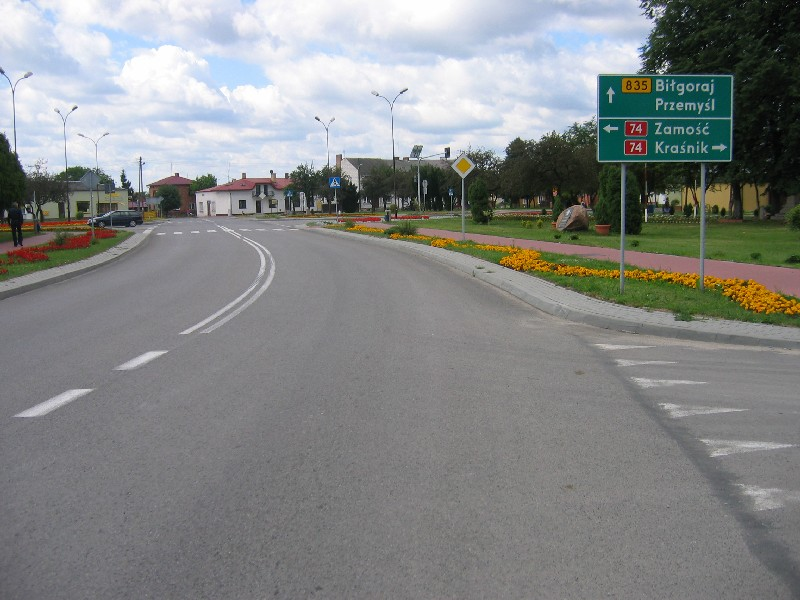
Skrzyżowanie z DW835 we Frampolu

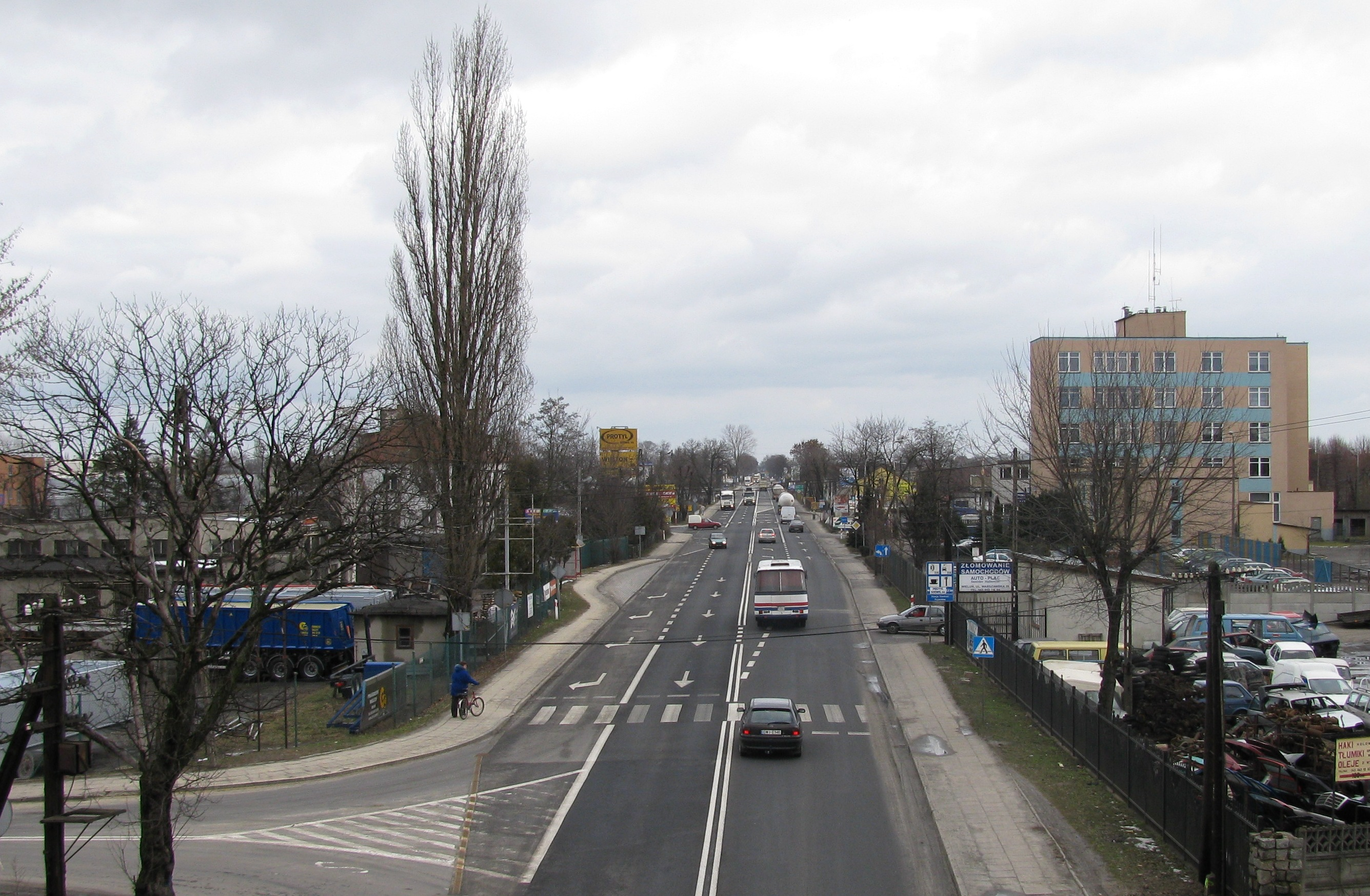
Wylot z Wielunia w kierunku Bełchatowa i Piotrkowa Trybunalskiego – dawny fragment DK 74, wcześniej DK 8.

Do lat 80. XX wieku trasa na odcinku Kielce – Kraśnik miała oznaczenie drogi państwowej nr 126. Jednak po zmianie numeracji dróg ówczesna trasa DK74 przebiegała od Sulejowa do Kraśnika. Do 2000 roku trasa na odcinku Janów Lubelski – Frampol miała oznaczenie DK86. Dopiero potem DK74 przedłużono do wschodniej granicy. Przed 2000 rokiem trasa na pozostałym odcinku wschodnim nie miała statusu drogi krajowej. Przed 2003 rokiem odcinek DK74 od Frampola do Szczebrzeszyna był drogą lokalną, a ruch kierowany był przez Biłgoraj i Zwierzyniec drogami wojewódzkimi DW835 i DW858. Obecnie na tym odcinku obowiązuje zakaz wjazdu dla samochodów ciężarowych powyżej 8 ton.
W 2007 roku oddano do użytku obwodnicę Ożarowa. W maju 2009 roku rozpoczęła się budowa obwodnicy Kraśnika w ciągu drogi DK74, została oddana do użytku 9 listopada 2010 roku. Obwodnica omija centrum miasta od południa. 17 grudnia 2011 r. oddano do użytku pierwszy 6-kilometrowy odcinek drogi ekspresowej S74 od węzła Kielce Bocianek, w ciągu ul. Świętokrzyskiej, do Cedzyny na wschód od miasta. DK74 nie przebiega już od tamtej pory al. Solidarności i ul. Sandomierską. 10 grudnia 2012 r. została oddana do użytku ponad 3-kilometrowa obwodnica Frampola wraz z rondem na skrzyżowaniu z drogą wojewódzką nr 835, omijającą miasto od północy.
Na podstawie Zarządzenia nr 62 Generalnego Dyrektora Dróg Krajowych i Autostrad z dnia 22 grudnia 2014 roku zmieniające zarządzenie w sprawie nadania numerów drogom krajowym, przebieg drogi krajowej nr 74 został wydłużony od Sulejowa przez Piotrków Trybunalski, Bełchatów, Wieluń aż do węzła „Wieluń” z drogą ekspresową S8 w miejscowości Walichnowy. Tym samym DK74 wydłużyła się o 120 km. Na odcinku Sulejów – Piotrków Trybunalski DK74 ma wspólny przebieg z Drogą krajową nr 12. Na odcinku Piotrków Trybunalski – Węzeł Wieluń DK74 została poprowadzona po starym przebiegu drogi krajowej nr 8, która po oddaniu S8 w województwie łódzkim i na podstawie tego samego zarządzenia również zmieniła swój przebieg. Zarządzenie weszło w życie w momencie jego ogłoszenia w dniu 23 grudnia 2014 roku.
7 czerwca 2013 w wyniku podmycia mostu przez wezbrane wody Kakonianki w Woli Jachowej, odcinek drogi krajowej nr 74 pomiędzy Wolą Jachową a Łagowem został zamknięty do odwołania. Obiekt został zamknięty, a po niezbędnych badaniach i wzmocnieniach warunkowo dopuszczony do ruchu tylko pojazdów do 3,5 tony, pozostałe samochody skierowano na objazdy. W grudniu 2013 oddany został do ruchu most tymczasowy, z którego mogły korzystać już wszystkie pojazdy. Jeszcze w tym samym roku ogłoszony został przetarg na inwestycję, która obejmowała zaprojektowanie i budowę nowego mostu w Woli Jachowej oraz rozbiórkę tymczasowego obiektu. Projekt nowego mostu w ciągu drogi krajowej nr 74 powstał w pierwszej połowie roku 2014. Pierwszy raz kierowcy mogli przejechać nowym mostem w listopadzie 2014, na obiekcie obowiązywał jednak ruch wahadłowy. Od grudnia 2014 nowym mostem można jeździć bez takich utrudnień. Wykonawca pozostawił jedynie ograniczenie prędkości uwagi na zapewnienie bezpieczeństwa podczas prac rozbiórkowych przy tymczasowym obiekcie.
21 października 2015 r. została oddana do użytku ponad 9-kilometrowa obwodnica Hrubieszowa.
23 grudnia 2016 r. oddano do użytku niespełna jedenastokilometrową obwodnicę Bełchatowa. Została ukończona cztery miesiące przed kontraktowym terminem. W ciągu obwodnicy zbudowano cztery bezkolizyjne węzły drogowe. 30 marca 2017 r. oddana do użytku została obwodnica Wielunia licząca 13,2 km długości. W ciągu nowego fragmentu drogi wybudowano trzy węzły bezkolizyjne: przy połączeniu ze starym przebiegiem drogi krajowej nr 74 oraz na przecięciu obwodnicy z drogą krajową nr 45. Nie został zrealizowany postulat mieszkańców Masłowic wnioskujących o czwarty węzeł na przecięciu się obwodnicy z drogą wojewódzką nr 481. W roku 2005 deklarowano, ze droga będzie miała dwie jezdnie po dwa pasy ruchu każda, jednak ze względów ekonomicznych projekt okrojono zawężając drogę do jednej jezdni z trzema pasami ruchu (układ 2+1), uzyskując w efekcie szerokość jezdni poza węzłami wynoszącą 12 metrów. W przebiegu obwodnicy zbudowano 20 obiektów mostowych (wiadukty i mosty) oraz jedno przejście dla dzikiej zwierzyny.

### Historia numeracji
Na przestrzeni lat trasa posiadała różne oznaczenia i klasyfikacje:

| Numer | Numer | Kategoria                                                                     | Przebieg                                                               | Lata obowiązywania | Źródło | Uwagi |
| ----- | ----- | ----------------------------------------------------------------------------- | ---------------------------------------------------------------------- | ------------------ | --- | --- |
| 20    | 20    | droga państwowa                                                               | Wieluń – Piotrków                                                      | 1921 – lata 30.    | Ustawa z dnia 10 grudnia 1920 r. o budowie i utrzymaniu dróg publicznych w Rzeczypospolitej Polskiej (Dz.U. z 1921 r. nr 6, poz. 32) | |
| 15    | 15    | droga państwowa                                                               | Walichnowy – Wieluń – Szczerców – Bełchatów – Piotrków                 | lata 30. – 1952    | - Zygmunt Jaworski, Alojzy Świkla, Mapa samochodowa Polski (stan dróg) na rok 1939/1940 1:1 100 000, Tadeusz Musiał. Brak numerów stron w książce - Droga państwowa. Wegenwiki. (niderl.). | |
| 13/2  | 13/2  | droga państwowa                                                               | Piotrków – Sulejów – Paradyż – Ruda Maleniecka – Mniów – Kielce        | lata 30. – 1952    | - Zygmunt Jaworski, Alojzy Świkla, Mapa samochodowa Polski (stan dróg) na rok 1939/1940 1:1 100 000, Tadeusz Musiał. Brak numerów stron w książce - Droga państwowa. Wegenwiki. (niderl.). | odnoga drogi państwowej nr 13                                                                                     |
| ?     | ?     | b.d.                                                                          | Kielce – Górno – Łagów – Opatów – Ożarów                               | lata 30. – 1952    | - Zygmunt Jaworski, Alojzy Świkla, Mapa samochodowa Polski (stan dróg) na rok 1939/1940 1:1 100 000, Tadeusz Musiał. Brak numerów stron w książce - Droga państwowa. Wegenwiki. (niderl.). | nieznana numeracja                                                                                                |
| 9/3   | 9/3   | droga państwowa                                                               | Ożarów – Kraśnik                                                       | lata 30. – 1952    | - Zygmunt Jaworski, Alojzy Świkla, Mapa samochodowa Polski (stan dróg) na rok 1939/1940 1:1 100 000, Tadeusz Musiał. Brak numerów stron w książce - Droga państwowa. Wegenwiki. (niderl.). | odnoga drogi państwowej nr 9                                                                                      |
| 9/4   | 9/4   | droga państwowa                                                               | Kraśnik – Modliborzyce – Janów Lubelski – Frampol                      | lata 30. – 1952    | - Zygmunt Jaworski, Alojzy Świkla, Mapa samochodowa Polski (stan dróg) na rok 1939/1940 1:1 100 000, Tadeusz Musiał. Brak numerów stron w książce - Droga państwowa. Wegenwiki. (niderl.). | odnoga drogi państwowej nr 9                                                                                      |
| 9/5   | 9/5   | droga państwowa                                                               | Szczebrzeszyn – Zawada-Zamość                                          | lata 30. – 1952    | - Zygmunt Jaworski, Alojzy Świkla, Mapa samochodowa Polski (stan dróg) na rok 1939/1940 1:1 100 000, Tadeusz Musiał. Brak numerów stron w książce - Droga państwowa. Wegenwiki. (niderl.). | • odnoga drogi państwowej nr 9 • ówcześnie brak przebiegu między Frampolem a Szczebrzeszynem                      |
| 7     | 7     | droga państwowa                                                               | Zamość – Hrubieszów – Uściług                                          | lata 30. – 1952    | - Zygmunt Jaworski, Alojzy Świkla, Mapa samochodowa Polski (stan dróg) na rok 1939/1940 1:1 100 000, Tadeusz Musiał. Brak numerów stron w książce - Droga państwowa. Wegenwiki. (niderl.). | Uściług od 1945 roku znajduje się poza granicami Polski                                                           |
| ?     | ?     | droga drugorzędna (do II połowy lat 70.) droga państwowa (od II poł. lat 70.) | Walichnowy – Wieluń – Bełchatów – Piotrków Trybunalski                 | 1952 – lata 70.    | - Mapa samochodowa Polski 1:1 000 , Warszawa: Państwowe Przedsiębiorstwo Wydawnictw kartograficznych, 1962. Brak numerów stron w książce - Atlas samochodowy Polski 1:500 000. Wyd. IV. Warszawa: Państwowe Przedsiębiorstwo Wydawnictw Kartograficznych, 1965. Brak numerów stron w książce - Mapa samochodowa Polski 1:1 000 , wyd. jedenaste, Warszawa: Państwowe Przedsiębiorstwo Wydawnictw Kartograficznych, 1972. Brak numerów stron w książce - Mapa samochodowa Polski 1:1 000 , wyd. trzecie, Warszawa: Państwowe Przedsiębiorstwo Wydawnictw Kartograficznych, 1975. Brak numerów stron w książce - Samochodowy atlas Polski 1:500 000. Wyd. V. Warszawa: Państwowe Przedsiębiorstwo Wydawnictw Kartograficznych, 1979. ISBN 83-7000-017-7. Brak numerów stron w książce | • nieznana numeracja • kategoria drogi na podstawie materiałów źródłowych                                         |
| 236   | 236   | • droga państwowa: do 1985 • droga krajowa: od 1 X 1985                       | Walichnowy – Wieluń                                                    | lata 70. – 1986    | - Mapa samochodowa Polski 1:1 000 , wyd. jedenaste, Warszawa: Państwowe Przedsiębiorstwo Wydawnictw Kartograficznych, 1972. Brak numerów stron w książce - Mapa samochodowa Polski 1:1 000 , wyd. trzecie, Warszawa: Państwowe Przedsiębiorstwo Wydawnictw Kartograficznych, 1975. Brak numerów stron w książce | |
| ?     | ?     | • droga państwowa / droga drugorzędna: do 1985 • droga krajowa: od 1 X 1985   | Wieluń – Szczerców – Bełchatów – Piotrków Trybunalski                  | lata 70. – 1986    | | • nieznana numeracja • kategoria drogi w zależności od wydania mapy lub atlasu drogowego                          |
| T12   | T12   | • droga państwowa • droga międzynarodowa                                      | Piotrków Trybunalski – Sulejów                                         | lata 60. – 1985    | - Województwo łódzkie. Mapa samochodowo-krajoznawcza 1:500 000, Warszawa: Państwowe Przedsiębiorstwo Wydawnictw Kartograficznych, 1968. Brak numerów stron w książce - Mapa samochodowa Polski 1:1 000 , wyd. jedenaste, Warszawa: Państwowe Przedsiębiorstwo Wydawnictw Kartograficznych, 1972. Brak numerów stron w książce - Mapa samochodowa Polski 1:1 000 , wyd. trzecie, Warszawa: Państwowe Przedsiębiorstwo Wydawnictw Kartograficznych, 1975. Brak numerów stron w książce - Samochodowy atlas Polski 1:500 000. Wyd. V. Warszawa: Państwowe Przedsiębiorstwo Wydawnictw Kartograficznych, 1979. ISBN 83-7000-017-7. Brak numerów stron w książce - Samochodowy atlas Polski 1:500 000. Wyd. IX. Warszawa: Państwowe Przedsiębiorstwo Wydawnictw Kartograficznych, 1985. Brak numerów stron w książce | nieznane oznaczenie krajowe                                                                                       |
| ?     | ?     | droga drugorzędna                                                             | Sulejów – Paradyż – Ruda Maleniecka – Mniów – Kielce                   | 1952 – lata 70.    | - Mapa samochodowa Polski 1:1 000 , Warszawa: Państwowe Przedsiębiorstwo Wydawnictw kartograficznych, 1962. Brak numerów stron w książce - Atlas samochodowy Polski 1:500 000. Wyd. IV. Warszawa: Państwowe Przedsiębiorstwo Wydawnictw Kartograficznych, 1965. Brak numerów stron w książce | kategoria drogi na podstawie materiałów źródłowych                                                                |
| 125   | 125   | • droga państwowa: do 1985 • droga krajowa: od 1 X 1985                       | Sulejów – Paradyż – Ruda Maleniecka – Mniów – Kielce                   | lata 70. – 1986    | - Mapa samochodowa Polski 1:1 000 , wyd. jedenaste, Warszawa: Państwowe Przedsiębiorstwo Wydawnictw Kartograficznych, 1972. Brak numerów stron w książce - Mapa samochodowa Polski 1:1 000 , wyd. trzecie, Warszawa: Państwowe Przedsiębiorstwo Wydawnictw Kartograficznych, 1975. Brak numerów stron w książce - Samochodowy atlas Polski 1:500 000. Wyd. V. Warszawa: Państwowe Przedsiębiorstwo Wydawnictw Kartograficznych, 1979. ISBN 83-7000-017-7. Brak numerów stron w książce - Mapa samochodowa Polski 1:1 500 000, Załącznik do informatora samochodowo-motocyklowego – rocznik XXVIII, Warszawa: Państwowe Przedsiębiorstwo Wydawnictw Kartograficznych, 1983. Brak numerów stron w książce - Samochodowy atlas Polski 1:500 000. Wyd. IX. Warszawa: Państwowe Przedsiębiorstwo Wydawnictw Kartograficznych, 1985. Brak numerów stron w książce | |
| 126   | 126   | • droga państwowa: do 1985 • droga krajowa: od 1 X 1985                       | Kielce – Łagów – Opatów – Ożarów – Kraśnik                             | lata 70. – 1986    | - Mapa samochodowa Polski 1:1 000 , wyd. jedenaste, Warszawa: Państwowe Przedsiębiorstwo Wydawnictw Kartograficznych, 1972. Brak numerów stron w książce - Mapa samochodowa Polski 1:1 000 , wyd. trzecie, Warszawa: Państwowe Przedsiębiorstwo Wydawnictw Kartograficznych, 1975. Brak numerów stron w książce - Samochodowy atlas Polski 1:500 000. Wyd. V. Warszawa: Państwowe Przedsiębiorstwo Wydawnictw Kartograficznych, 1979. ISBN 83-7000-017-7. Brak numerów stron w książce - Mapa samochodowa Polski 1:1 500 000, Załącznik do informatora samochodowo-motocyklowego – rocznik XXVIII, Warszawa: Państwowe Przedsiębiorstwo Wydawnictw Kartograficznych, 1983. Brak numerów stron w książce - Samochodowy atlas Polski 1:500 000. Wyd. IX. Warszawa: Państwowe Przedsiębiorstwo Wydawnictw Kartograficznych, 1985. Brak numerów stron w książce | |
| 26    | 26    | • droga państwowa: do 1985 • droga krajowa: od 1 X 1985                       | Kraśnik – Janów Lubelski                                               | lata 70. – 1986    | - Mapa samochodowa Polski 1:1 000 , wyd. jedenaste, Warszawa: Państwowe Przedsiębiorstwo Wydawnictw Kartograficznych, 1972. Brak numerów stron w książce - Mapa samochodowa Polski 1:1 000 , wyd. trzecie, Warszawa: Państwowe Przedsiębiorstwo Wydawnictw Kartograficznych, 1975. Brak numerów stron w książce - Samochodowy atlas Polski 1:500 000. Wyd. V. Warszawa: Państwowe Przedsiębiorstwo Wydawnictw Kartograficznych, 1979. ISBN 83-7000-017-7. Brak numerów stron w książce - Mapa samochodowa Polski 1:1 500 000, Załącznik do informatora samochodowo-motocyklowego – rocznik XXVIII, Warszawa: Państwowe Przedsiębiorstwo Wydawnictw Kartograficznych, 1983. Brak numerów stron w książce - Samochodowy atlas Polski 1:500 000. Wyd. IX. Warszawa: Państwowe Przedsiębiorstwo Wydawnictw Kartograficznych, 1985. Brak numerów stron w książce | |
| ?     | ?     | • droga drugorzędna: do 1985 • droga krajowa: od 1 X 1985                     | Janów Lubelski – Frampol                                               | lata 70. – 1986    | - Mapa samochodowa Polski 1:1 000 , wyd. jedenaste, Warszawa: Państwowe Przedsiębiorstwo Wydawnictw Kartograficznych, 1972. Brak numerów stron w książce - Mapa samochodowa Polski 1:1 000 , wyd. trzecie, Warszawa: Państwowe Przedsiębiorstwo Wydawnictw Kartograficznych, 1975. Brak numerów stron w książce - Samochodowy atlas Polski 1:500 000. Wyd. V. Warszawa: Państwowe Przedsiębiorstwo Wydawnictw Kartograficznych, 1979. ISBN 83-7000-017-7. Brak numerów stron w książce - Mapa samochodowa Polski 1:1 500 000, Załącznik do informatora samochodowo-motocyklowego – rocznik XXVIII, Warszawa: Państwowe Przedsiębiorstwo Wydawnictw Kartograficznych, 1983. Brak numerów stron w książce - Samochodowy atlas Polski 1:500 000. Wyd. IX. Warszawa: Państwowe Przedsiębiorstwo Wydawnictw Kartograficznych, 1985. Brak numerów stron w książce | • nieznana numeracja • kategoria drogi na podstawie materiałów źródłowych                                         |
| ?     | ?     | • droga drugorzędna: do 1985 • droga krajowa: od 1 X 1985                     | Szczebrzeszyn – Zamość – Zawady – Hrubieszów – Zosin – granica państwa | lata 70. – 1986    | - Mapa samochodowa Polski 1:1 000 , wyd. jedenaste, Warszawa: Państwowe Przedsiębiorstwo Wydawnictw Kartograficznych, 1972. Brak numerów stron w książce - Mapa samochodowa Polski 1:1 000 , wyd. trzecie, Warszawa: Państwowe Przedsiębiorstwo Wydawnictw Kartograficznych, 1975. Brak numerów stron w książce - Samochodowy atlas Polski 1:500 000. Wyd. V. Warszawa: Państwowe Przedsiębiorstwo Wydawnictw Kartograficznych, 1979. ISBN 83-7000-017-7. Brak numerów stron w książce - Mapa samochodowa Polski 1:1 500 000, Załącznik do informatora samochodowo-motocyklowego – rocznik XXVIII, Warszawa: Państwowe Przedsiębiorstwo Wydawnictw Kartograficznych, 1983. Brak numerów stron w książce - Samochodowy atlas Polski 1:500 000. Wyd. IX. Warszawa: Państwowe Przedsiębiorstwo Wydawnictw Kartograficznych, 1985. Brak numerów stron w książce | • nieznana numeracja • kategoria drogi na podstawie materiałów źródłowych • brak możliwości przekroczenia granicy |
| 8     | E67   | • droga krajowa • droga międzynarodowa                                        | Walichnowy – Wieluń – Bełchatów – Piotrków Trybunalski                 | 14 II 1986 – 2014  | - Uchwała nr 192 Rady Ministrów z dnia 2 grudnia 1985 r. w sprawie zaliczenia dróg do kategorii dróg krajowych (M.P. z 1986 r. nr 3, poz. 16) - Samochodowa mapa Polski 1:750 000, wyd. czwarte, Warszawa: Państwowe Przedsiębiorstwo Wydawnictw Kartograficznych, 1987. Brak numerów stron w książce - Polska: Atlas samochodowy 1:300 000. Wyd. pierwsze. Warszawa: Polskie Przedsiębiorstwo Wydawnictw Kartograficznych, 1992. ISBN 83-7000-080-0. Brak numerów stron w książce - Polska: mapa samochodowa 1:700 000, wyd. 1, Szczecin: Wydawnictwo Kartograficzne KOMPAS, 1996–1997, ISBN 83-904373-2-5. Brak numerów stron w książce - Polska: mapa samochodowa 1:700 000, wyd. II Zmienione i poprawione, Szczecin: Wydawnictwo Kartograficzne KOMPAS, 1997–1998, ISBN 83-904373-3-3. Brak numerów stron w książce - Rozporządzenie Rady Ministrów z dnia 15 grudnia 1998 r. w sprawie ustalenia wykazu dróg krajowych i wojewódzkich (Dz.U. z 1998 r. nr 160, poz. 1071) | |
| 44    | 44    | droga krajowa                                                                 | Piotrków Trybunalski – Sulejów                                         | 14 II 1986 – 2000  | - Uchwała nr 192 Rady Ministrów z dnia 2 grudnia 1985 r. w sprawie zaliczenia dróg do kategorii dróg krajowych (M.P. z 1986 r. nr 3, poz. 16) - Samochodowa mapa Polski 1:750 000, wyd. czwarte, Warszawa: Państwowe Przedsiębiorstwo Wydawnictw Kartograficznych, 1987. Brak numerów stron w książce - Polska: Atlas samochodowy 1:300 000. Wyd. pierwsze. Warszawa: Polskie Przedsiębiorstwo Wydawnictw Kartograficznych, 1992. ISBN 83-7000-080-0. Brak numerów stron w książce - Polska: mapa samochodowa 1:700 000, wyd. 1, Szczecin: Wydawnictwo Kartograficzne KOMPAS, 1996–1997, ISBN 83-904373-2-5. Brak numerów stron w książce - Polska: mapa samochodowa 1:700 000, wyd. II Zmienione i poprawione, Szczecin: Wydawnictwo Kartograficzne KOMPAS, 1997–1998, ISBN 83-904373-3-3. Brak numerów stron w książce - Rozporządzenie Rady Ministrów z dnia 15 grudnia 1998 r. w sprawie ustalenia wykazu dróg krajowych i wojewódzkich (Dz.U. z 1998 r. nr 160, poz. 1071) | |
| 74    | 74    | droga krajowa                                                                 | Sulejów – Paradyż – Mniów – Kielce – Górno – Ożarów – Opatów – Kraśnik | od 14 II 1986      | - Uchwała nr 192 Rady Ministrów z dnia 2 grudnia 1985 r. w sprawie zaliczenia dróg do kategorii dróg krajowych (M.P. z 1986 r. nr 3, poz. 16) - Samochodowa mapa Polski 1:750 000, wyd. czwarte, Warszawa: Państwowe Przedsiębiorstwo Wydawnictw Kartograficznych, 1987. Brak numerów stron w książce - Polska: Atlas samochodowy 1:300 000. Wyd. pierwsze. Warszawa: Polskie Przedsiębiorstwo Wydawnictw Kartograficznych, 1992. ISBN 83-7000-080-0. Brak numerów stron w książce - Polska: mapa samochodowa 1:700 000, wyd. 1, Szczecin: Wydawnictwo Kartograficzne KOMPAS, 1996–1997, ISBN 83-904373-2-5. Brak numerów stron w książce - Polska: mapa samochodowa 1:700 000, wyd. II Zmienione i poprawione, Szczecin: Wydawnictwo Kartograficzne KOMPAS, 1997–1998, ISBN 83-904373-3-3. Brak numerów stron w książce - Rozporządzenie Rady Ministrów z dnia 15 grudnia 1998 r. w sprawie ustalenia wykazu dróg krajowych i wojewódzkich (Dz.U. z 1998 r. nr 160, poz. 1071) | |
| 19    | 19    | droga krajowa                                                                 | Kraśnik – Janów Lubelski                                               | od 14 II 1986      | jw. oraz: - Zarządzenie nr 6 Generalnego Dyrektora Dróg Publicznych z dnia 9 maja 2000 r. w sprawie nadania numerów drogom krajowym, Rzeczpospolita, 4 lipca 2000. Brak numerów stron w książce | od 2000 roku odcinek wspólny dróg nr 19 i 74                                                                      |
| 86    | 86    | droga krajowa                                                                 | Janów Lubelski – Frampol                                               | 14 II 1986 – 2000  | te same źródła jak przy numerach 44 i 74 | według niektórych map drogowych brak bezpośredniego połączenia Frampol – Szczebrzeszyn                            |
| 48143 | 48143 | droga krajowa                                                                 | Frampol – Gorajec – Szczebrzeszyn                                      | 14 II 1986 – 2000  | - Rozporządzenie Ministra Komunikacji z dnia 5 maja 1986 r. w sprawie zaliczenia dróg do kategorii dróg wojewódzkich w województwach: bialskopodlaskim, chełmskim, kaliskim, konińskim, koszalińskim, leszczyńskim, lubelskim, olsztyńskim, opolskim, słupskim, tarnobrzeskim i zamojskim. (Dz.U. z 1986 r. nr 24, poz. 117) - Rozporządzenie Rady Ministrów z dnia 15 grudnia 1998 r. w sprawie ustalenia wykazu dróg krajowych i wojewódzkich (Dz.U. z 1998 r. nr 160, poz. 1071) | do 1999 ten odcinek miał status drogi wojewódzkiej                                                                |
| 858   | 858   | droga krajowa                                                                 | Szczebrzeszyn – Zamość                                                 | 14 II 1986 – 2000  | te same źródła jak przy numerach 44 i 74 | |
| 847   | 847   | droga krajowa                                                                 | Zamość – Zawady – Hrubieszów                                           | 14 II 1986 – 2000  | te same źródła jak przy numerach 44 i 74 | droga przystosowana do ruchu ciężkiego – dopuszczalny nacisk na oś do 10 ton                                      |
| 844   | 844   | droga krajowa                                                                 | Hrubieszów – Zosin – granica państwa                                   | 14 II 1986 – 2000  | te same źródła jak przy numerach 44 i 74 | przejście graniczne uruchomiono w latach 90.                                                                      |
| 12    | 12    | droga krajowa                                                                 | Piotrków Trybunalski – Sulejów                                         | od 2000            | - Zarządzenie nr 6 Generalnego Dyrektora Dróg Publicznych z dnia 9 maja 2000 r. w sprawie nadania numerów drogom krajowym, Rzeczpospolita, 4 lipca 2000. Brak numerów stron w książce - Polska: mapa samochodowa z podziałem administracyjnym 1:700 000, wyd. XII Zmienione, poprawione i uaktualnione, Szczecin: Wydawnictwo Kartograficzne KOMPAS, 2004–2005, ISBN 83-904373-7-6. Brak numerów stron w książce - Polska: mapa samochodowa z podziałem administracyjnym 1:700 000, wyd. XIV Zmienione, poprawione i uaktualnione, Szczecin: Wydawnictwo Kartograficzne KOMPAS, 2005–2006, ISBN 83-904373-7-6. Brak numerów stron w książce | • od 2014 roku wspólny odcinek dróg nr 12 i 74 • informacje dla ruchu ciężkiego                                   |

## Dodatkowe informacje
- Na wschodnim odcinku trasy planowane są też obwodnice: Gorajca,  Zamościa,  Szczebrzeszyna,  Dzwoli i  Janowa Lubelskiego
- Na odcinku od Frampola do Szczebrzeszyna droga przebiega przez Szczebrzeszyński Park Krajobrazowy;
- Odcinek trasy leżący w miejscowości Miedziana Góra pokrywa się z dużą pętlą Toru Kielce.
- W Opatowie, w ciągu ul. Kilińskiego, DK74 ma wspólny, kilkusetmetrowy odcinek z drogą krajową nr 9;
- Na odcinku od węzła Kraśnik Południa do węzła Janów Lubelski Północ (ok. 30 km), DK74 ma wspólny przebieg z drogą ekspresową S19;
- W Janowie Lubelskim przed wybudowaniem  drogi ekspresowej S19, DK74 miała pierwszeństwo nad drogą krajową nr 19;
- We Frampolu przed budową obwodnicy, droga wojewódzka nr 835 miała pierwszeństwo nad DK74;
- W Zamościu, w Obwodnicy Hetmańskiej, DK74 ma wspólny, odcinek z drogą krajową nr 17.